# Myotis ikonnikovi
Myotis ikonnikovi је врста слепог миша из породице вечерњака (лат. Vespertilionidae).

## Распрострањење
Врста има станиште у Јапану, Казахстану, Монголији, Русији и Северној Кореји.

## Станиште
Врста Myotis ikonnikovi има станиште на копну.

## Начин живота
Исхрана врсте Myotis ikonnikovi укључује летеће инсекте. 

## Угроженост
Ова врста није угрожена, и наведена је као последња брига јер има широко распрострањење.

### Популациони тренд
Популациони тренд је за ову врсту непознат.